# Троскач
Троскач е село в община Сурдулица, Пчински окръг, Сърбия. Според преброяването от 2011 г. населението му е 3 жители.

## Демография
- 1948 – 430
- 1953 – 137
- 1961 – 115
- 1971 – 108
- 1981 – 64
- 1991 – 36
- 2002 – 6
- 2011 – 3

## Етнически състав
(2002)
- 6 (100%) – сърби